# Amyna impedita
Amyna impedita är en fjärilsart som beskrevs av Walker 1858. Amyna impedita ingår i släktet Amyna och familjen nattflyn. Inga underarter finns listade i Catalogue of Life.